# Columba de Dunbar
Columba de Dunbar est un prélat écossais né vers 1386 et mort en novembre 1435. Il est évêque de Moray de 1422 à sa mort.
Il est le fils cadet du comte de March Georges Dunbar.